# 1894年ウィンブルドン選手権
1894年 ウィンブルドン選手権（1894ねんウィンブルドンせんしゅけん、The Championships, Wimbledon 1894）に関する記事。イギリス・ロンドン郊外にある「オールイングランド・ローンテニス・アンド・クローケー・クラブ」にて開催。

## 大会の流れ
- 男子シングルスは1878年、女子シングルスは1886年から「チャレンジ・ラウンド」（Challenge Round, 挑戦者決定戦）と「オールカマーズ・ファイナル」（All-Comers Final）方式で優勝を決定していた。大会前年度優勝者を除く選手は「チャレンジ・ラウンド」に出場し、前年度優勝者への挑戦権を争う。前年度優勝者は、無条件で「オールカマーズ・ファイナル」に出場できる。チャレンジ・ラウンドの勝者と前年度優勝者による「オールカマーズ・ファイナル」で、当年度の選手権優勝者を決定した。
- この年は、女子シングルスの前年度優勝者ロッティ・ドッドが出場しなかった（テニス界から引退し、ゴルファーに転向）。前年度優勝者が出場しなかった場合は「オールカマーズ・ファイナル」がなくなるため、チャレンジ・ラウンドの決勝結果を優勝記録表に掲載する。
- 初期のウィンブルドン選手権のように、外国人出場者が少なかった時期は、地元イギリス人選手の国旗表示を省略する。

## 大会前年度優勝者
- 男子シングルス： ジョシュア・ピム
- 女子シングルス：ロッティ・ドッド　［大会不参加、テニス界から引退］
- 男子ダブルス： ジョシュア・ピム＆ フランク・ストーカー　［ペアとして不参加］

## 男子シングルス

### チャレンジラウンド
準々決勝
- ウィルフレッド・バデリー vs. ジョン・タルメージ　6-2, 6-1, 6-3
- トム・チェイター vs. アーネスト・ミアーズ　1-6, 6-1, 6-8, 8-6, 6-4
- アーネスト・ルイス vs. ジョージ・シモンド　6-2, 6-3, 6-2
- ハーバート・バデリー vs. ハリー・バーロウ　0-6, 6-3, 4-6, 6-1, 6-1

準決勝
- ウィルフレッド・バデリー vs. トム・チェイター　不戦勝
- アーネスト・ルイス vs. ハーバート・バデリー　2-6, 7-5, 6-3, 1-6, 7-5

決勝
- ウィルフレッド・バデリー vs. アーネスト・ルイス　6-0, 6-1, 6-0

### オールカマーズ決勝
- ジョシュア・ピム vs. ウィルフレッド・バデリー　10-8, 6-2, 8-6　（ピムが本大会の優勝者になる）

## 女子シングルス

### チャレンジラウンド
準々決勝
- ブランチ・ビングリー・ヒルヤード vs. チャッタートン・クラーク　6-1, 6-0
- ブライアン vs. G・A・ドラッフェン　6-3, 7-5
- エディット・オースチン vs. シャーロット・クーパー　6-1, 3-6, 6-3
- S・ロビンス vs. エドワーズ夫人　6-2, 6-1

準決勝
- ブランチ・ビングリー・ヒルヤード vs. ブライアン　6-1, 6-1
- エディット・オースチン vs. S・ロビンス　6-1, 6-1

決勝
- ブランチ・ビングリー・ヒルヤード vs. エディット・オースチン　6-1, 6-1　（ここで優勝決定。ビングリー・ヒルヤードが本大会の優勝者になる）

## 決勝戦の結果
男子シングルス
- ジョシュア・ピム vs. ウィルフレッド・バデリー　10-8, 6-2, 8-6　［オールカマーズ決勝］

女子シングルス
- ブランチ・ビングリー・ヒルヤード vs. エディット・オースチン　6-1, 6-1　［チャレンジラウンド決勝］

男子ダブルス
- ウィルフレッド・バデリー＆ハーバート・バデリー vs. ハリー・バーロウ＆チャールズ・マーティン　5-7, 7-5, 4-6, 6-3, 8-6　［チャレンジラウンド決勝］